# Monte Patria
Monte Patria è un comune del Cile della provincia di Limarí nella Regione di Coquimbo. Al censimento del 2002 possedeva una popolazione di 30.276 abitanti.

## Società

### Evoluzione demografica
| Censimento del 1992 | Censimento del 2002 |
| 28.374 ab.          | 30.276 ab.          |